# Jurato Ikeda
Jurato Ikeda (池田 樹雷人 Ikeda Jurato?, Tokio, 17 de septiembre de 1996) es un futbolista japonés que juega como defensa en el Avispa Fukuoka.

## Trayectoria

### Clubes
| Club                           | País      | Año       |
| ------------------------------ | --------- | --------- |
| Cerezo Osaka                   | Japón     | 2015-2016 |
| Cerezo Osaka sub-23            | Japón     | 2016      |
| Bangkok Glass F. C.            | Tailandia | 2017      |
| Ehime FC                       | Japón     | 2018-2021 |
| A. C. Nagano Parceiro (cedido) | Japón     | 2019      |
| Blaublitz Akita                | Japón     | 2022      |
| F. C. Machida Zelvia           | Japón     | 2023-2024 |
| Avispa Fukuoka (cedido)        | Japón     | 2024      |
| Avispa Fukuoka                 | Japón     | 2025-     |